# Saint-Aubin-du-Perron
Saint-Aubin-du-Perron là một xã thuộc tỉnh Manche trong vùng Normandie tây bắc nước Pháp. Xã này nằm ở khu vực có độ cao trung bình 84 mét trên mực nước biển.